# Capitol Records Building
Pour les articles homonymes, voir Capitol Records.
Le Capitol Records Building ou Capitol Records Tower est une tour emblématique de Los Angeles, de style architecture moderne, de 1956. Située sur Hollywood Boulevard à Hollywood, en Californie, elle héberge le siège social du label discographique major Capitol Records, ses studios d'enregistrement Capitol Studios, et ses bureaux administratifs pour la côte ouest des États-Unis.

## Histoire
Cette tour gratte-ciel cylindrique parasismique de 13 étages, de 46 m de haut, est construite entre 1955 et 1956 par Louis Naidorf (de) du cabinet d'architecte américain Welton Becket & Associates, à proximité d'Hollywood Walk of Fame d'Hollywood Boulevard, à l'intersection Hollywood and Vine, avec un mélange de design Streamline Moderne, Googie et architecture californienne moderne, et une forme cylindrique inspirée d'une pile de vinyles 45 tours de juke-box ou de platine tourne-disques,,. 

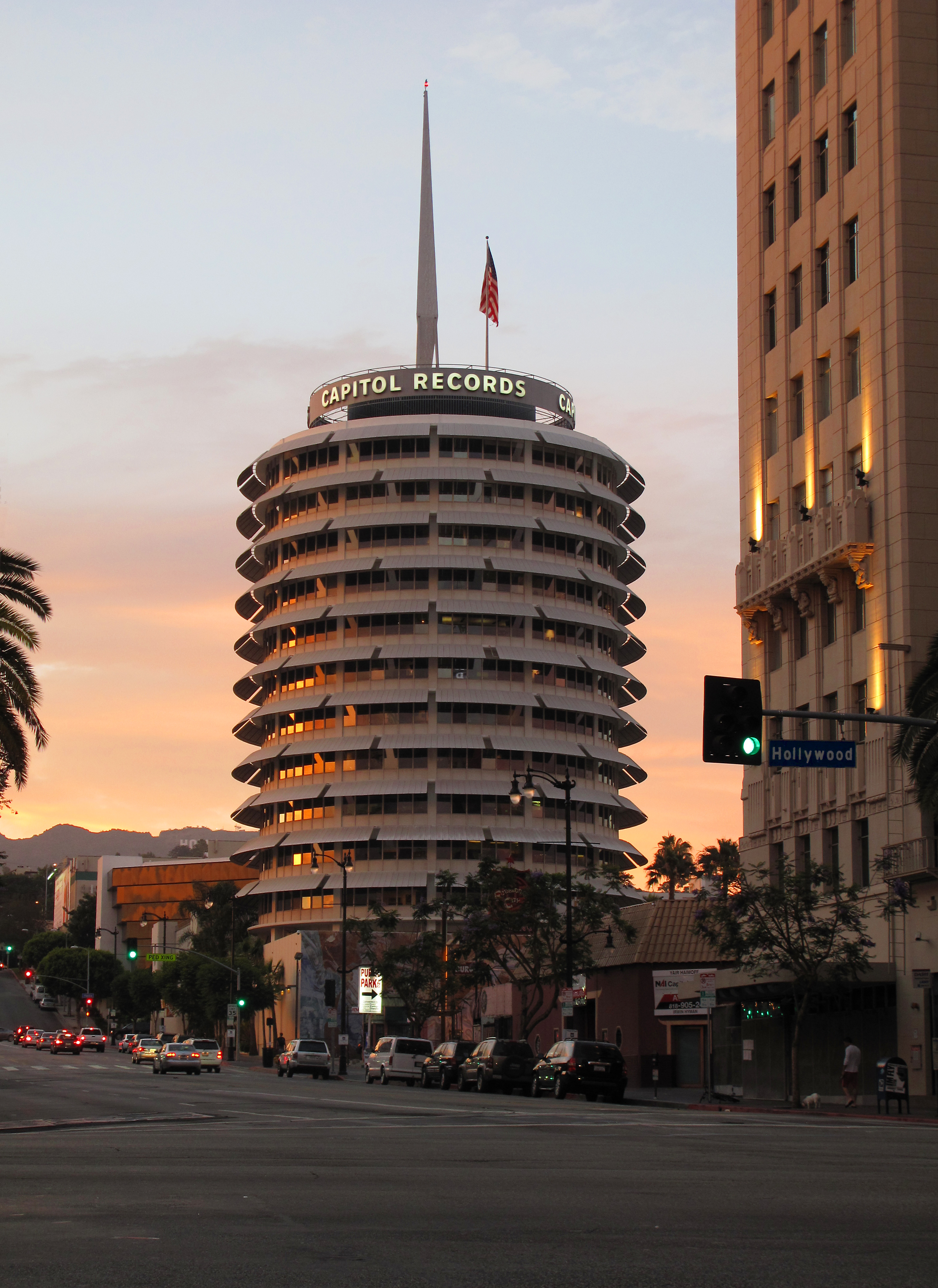
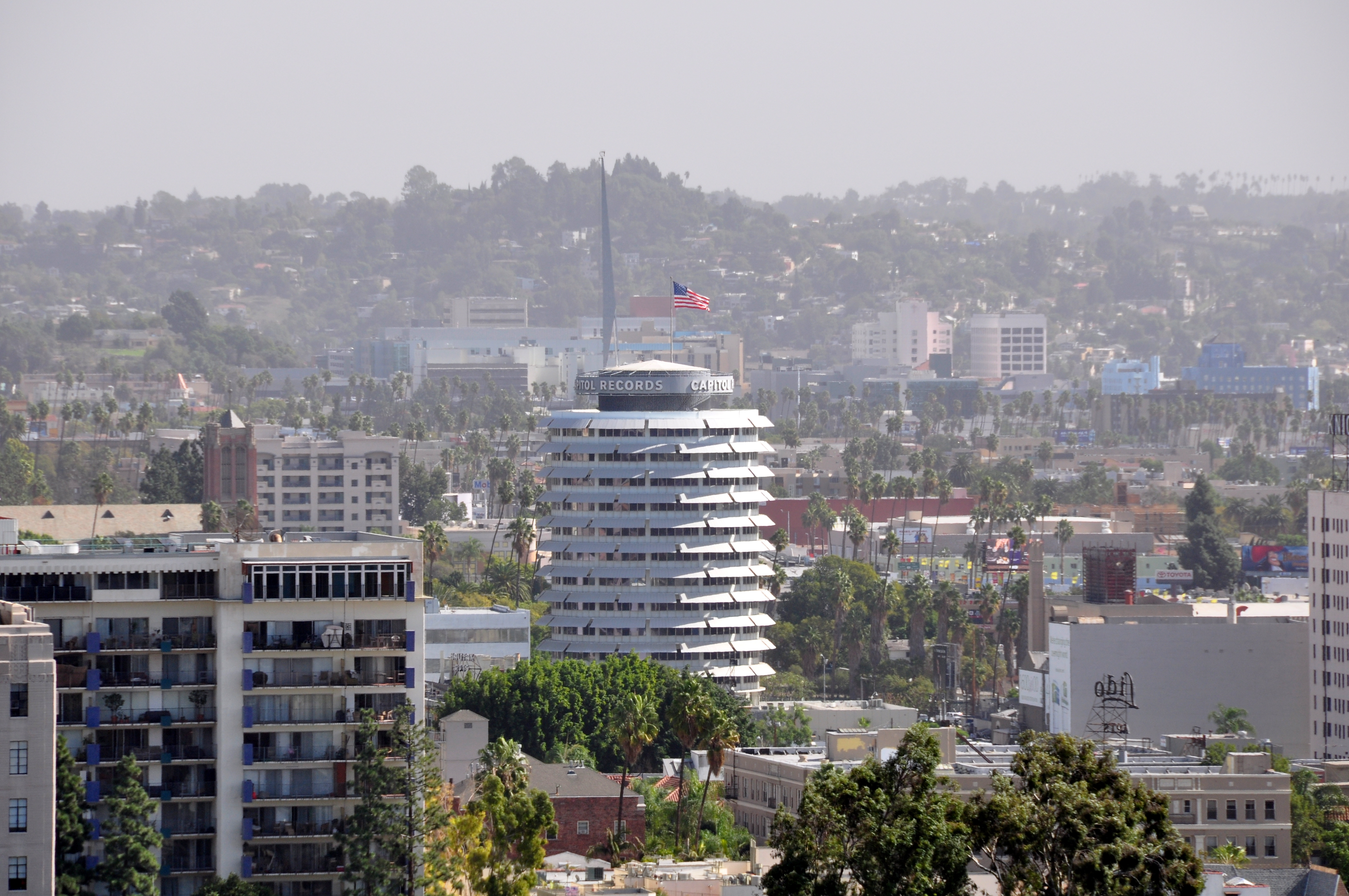
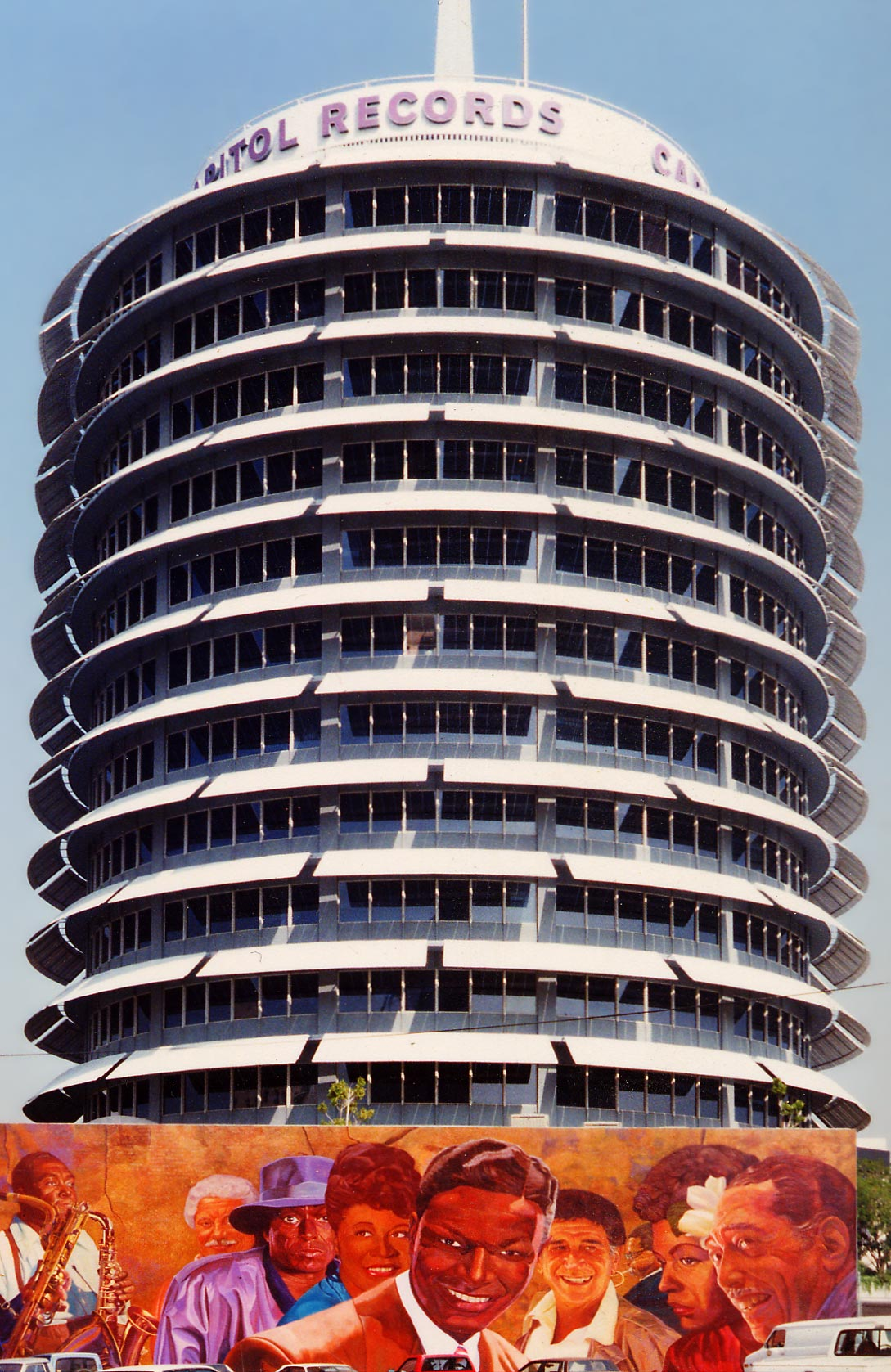

Une lumière rouge clignotante au sommet de sa flèche épelle le mot « Hollywood » en code Morse, depuis son inauguration. De très nombreux tubes ont été enregistrés dans ces studios mythiques, dont Good Vibrations de 1966, des The Beach Boys. Une fresque murale géante représente des stars historiques des lieux : Chet Baker, Gerry Mulligan, Charlie Parker, Tito Puente, Miles Davis, Ella Fitzgerald, Nat King Cole, Shelly Manne, Dizzy Gillespie, Billie Holiday et Duke Ellington.
Le groupe musical EMI revend le bâtiment en 2006 à la société immobilière new-yorkaise Argent Ventures (en). La tour est fermée en 2022 pour des travaux de rénovation d'une durée indéterminée.

## Au cinéma
La tour apparaît dans quelques films, dont :
- 1974 : Tremblement de terre, de Mark Robson, avec Charlton Heston et Ava Gardner
- 1990 : Pretty Woman, de Garry Marshall - vu de loin vers la droite de l'écran au générique du début au titre Pretty Woman qui apparaît a l'écran
- 1996 : Independence Day, de Roland Emmerich, avec Will Smith
- 2004 : Le Jour d'après, de Roland Emmerich
- 2008 : Hancock, de Peter Berg, avec Will Smith

## Autre studio célèbre de Los Angeles
- Ray Charles Memorial Library